# Амынья (приток Леушинского Тумана)
Амынья — река в России, протекает по Кондинскому району Ханты-Мансийского АО. Впадает в озеро Леушинский Туман. Длина реки составляет 12 км.

## Данные водного реестра
По данным государственного водного реестра России относится к Иртышскому бассейновому округу, водохозяйственный участок реки — Конда, речной подбассейн реки — Конда. Речной бассейн реки — Иртыш.